# Natriumsilicaat
Natriumsilicaat, natriummetasilicaat of waterglas is een oplosbaar natriumzout van kiezelzuur, met als brutoformule Na2SiO3 (in watervrije toestand). Het komt voor als een kleurloze tot witte, hygroscopische vaste stof in diverse vormen, die redelijk goed oplosbaar is in water. Meestal komt het voor als pentahydraat: Na2SiO3 · 5 H2O.

## Synthese
Natriumsilicaat kan worden bereid in een ovenproces of in een hydrothermaal reactorproces.
In het ovenproces wordt natriumsilicaat bereid door bij hoge temperatuur (1400°C) zand en natriumcarbonaat samen te smelten:
{\displaystyle {\ce {Na2CO3 + SiO2 -> Na2SiO3 + CO2}}}
Het smeltproduct wordt daarna aan water blootgesteld en de oplosbare delen gaan in oplossing.
In het hydrothermaal reactorproces ontstaat natriumsilicaat uit de reactie van zand en natronloog:
{\displaystyle {\ce {2NaOH + SiO2 -> Na2SiO3 + H2O}}}

## Toepassingen
Natriumsilicaat kent vele technische toepassingen:
- Het is een vaak voorkomend ingrediënt van schoonmaakmiddelen, waar het op de verpakking wordt vermeld als natriumsilicaat (of de Engelse benaming sodium silicate). Het wordt ook toegepast in lijmen en bindmiddelen, in bijvoorbeeld karton en montagekit voor uitlaatsystemen.
- Natriumsilicaat wordt gebruikt om toegevoegd te worden aan de lijm waarmee posters geplakt worden. Hierdoor zijn de posters beter bestand tegen regen.
- Bij aanzuring ontstaat silicagel, een vorm van kiezelzuur die vooral wordt gebruikt in verpakkingen om de relatieve vochtigheid te verlagen.
- Natriumsilicaat wordt gebruikt om vloeren, muren of betonwanden waterdicht te maken. Daarvoor wordt het op bestaande vloeren, muren of betonwanden aangebracht met een kwast of roller. Bij nieuw werk wordt het door beton of specie gemengd en ontstaat er een waterdicht eindproduct. Het is ook te gebruiken om rieten daken minder brandgevaarlijk te maken.
- Men kan het ook gebruiken om keramische bloemvazen waterdicht te maken.
- Natriumsilicaat is een populaire stof bij chemische demonstraties, bijvoorbeeld voor het maken van een chemische tuin.
- Als middel om verse eieren te conserveren. De poreuze eierschaal wordt afgesloten.

## Toxicologie en veiligheid
De oplossing in water is een sterke base. Ze reageert dus hevig met zuren en is corrosief voor aluminium en zink. In contact met deze materialen wordt er waterstofgas gevormd. Natriumsilicaat reageert met halogenen, waardoor kans op brand ontstaat.
Natriumsilicaat is corrosief voor de ogen, de huid en de luchtwegen. Inademing van stof of dampen ervan kan longoedeem veroorzaken.